# Kamil de Lellis
Kamil de Lellis MI (ur. 25 maja 1550 w Bucchianico, zm. 14 lipca 1614 w Rzymie) – włoski duchowny katolicki, założyciel Zakonu Kleryków Regularnych Posługujących Chorym (kamilianów), święty Kościoła katolickiego.

## Życiorys
Urodził się 25 maja 1550 roku w Bucchianico, w królestwie Neapolu. Tuż przed urodzeniem Kamila jego matka (Kamila de Compellis) miała sen, w którym widziała swego syna na czele grupy mężczyzn z czerwonymi krzyżami na piersiach; była pewna, że jej syn zostanie przestępcą (czerwonymi krzyżami naznaczano przestępców skazanych na karę śmierci i prowadzonych na egzekucję). Kamil pochodził z rodziny szlacheckiej. Ojciec jego (Giovanni de Lellis) był żołnierzem w służbie Karola V, gdzie dosłużył się stopnia pułkownika, lecz zmarł w trakcie przygotowań kampanii, która skończyła się bitwą pod Lepanto. Kamil podobnie jak ojciec został żołnierzem, w latach 1569–1574 walczył przeciw Turkom w wojskach Wenecji.
Kamil prowadził hulaszczy tryb życia. Po zaprzepaszczeniu całego swojego majątku stał się żebrakiem. Gdy 30 listopada 1574 roku prosił o jałmużnę przed kościołem kapucynów w Manfredonii, prokurator klasztoru, Antonio di Nicastro, zaproponował mu pracę przy budowie kapucyńskiego klasztoru. Kamil zgodził się na tę propozycję, chcąc raz na zawsze zerwać z dotychczasowym życiem. 2 lutego 1575 doznał cudownego nawrócenia. Chciał zostać kapucynem, lecz z powodu niezagojonych ran musiał zrezygnować. Trafił do szpitala świętego Jakuba w Rzymie, tam odnalazł swoje powołanie. Z powodu rany na nodze spędził w szpitalu 4 lata. Jego spowiednikiem i kierownikiem duchowym był św. Filip Nereusz.
W roku 1582 założył zakon Kleryków Regularnych Posługujących Chorym (kamilianie). 26 maja 1584 roku przyjął święcenia kapłańskie w bazylice św. Jana na Lateranie. 8 grudnia 1584 roku złożył śluby zakonne. Prócz trzech podstawowych ślubów: czystości, ubóstwa i posłuszeństwa, wprowadził czwarty ślub, dotyczący całkowitego oddania się i niesienia pomocy ludziom chorym, także na choroby zakaźne. 18 marca 1586 wspólnota kamilianów została zatwierdzona przez papieża Sykstusa V dokumentem Breve „Ex omnibus”, a 21 września 1591 Grzegorz XIV nadał bullą „Illius qui pro gregis” kamilianom rangę zakonu. Pierwszym generałem zakonu został Kamil. 8 grudnia 1591 roku ponowił swoje śluby zakonne w sposób uroczysty, wraz ze swoimi 25 współbraćmi.  2 listopada 1607 roku zrezygnował z urzędu Generała Zakonu. Zmarł 14 lipca 1614 w Rzymie.
Za życia Kamila jego bractwo prowadziło 65 szpitali w całej Italii. Praca wykonywana w tych placówkach była tak ciężka i ryzykowna, że jeszcze za życia założyciela 100 braci zmarło na skutek zarażenia się od pacjentów.

## Beatyfikacja i kanonizacja
13 kwietnia 1617, generał zakonu kamilianów, o. Franciszek Nigli zwrócił się z prośbą do papieża Pawła V o ogłoszenie Kamila de Lellis błogosławionym. W 1619 rozpoczął się proces beatyfikacyjny na szczeblu diecezjalnym, a w 1625 proces apostolski. Przesłuchano prawie 300 świadków. Proces beatyfikacyjny został jednak wstrzymany po wydaniu breve „Caelestis Hierusalem cives” przez papieża Urbana VIII mówiącym o tym, że nie można nikogo ogłosić błogosławionym lub świętym jeśli od jego śmierci nie upłynęło 50 lat. W latach 1662–1665 trwało przygotowanie do wznowienia procesu, lecz z powodu zaginięcia części dokumentów proces beatyfikacyjny został zawieszony.
8 kwietnia 1742, papież Benedykt XIV beatyfikował Kamila, a 19 czerwca 1746 wyniósł go do chwały świętych.

## Kult
22 czerwca 1886 roku papież Leon XIII w breve „Dives in misercordia Deus” ogłosił św. Kamila patronem wszystkich chorych i szpitali, a 28 sierpnia 1930 papież Pius XI w „breve Expedit plene” – patronem i opiekunem personelu medycznego.
W ikonografii św. Kamil przedstawiany jest w sutannie, na której widnieje czerwony krzyż. Jego atrybutami są: anioł, krzyż, księga, różaniec.
Wspomnienie liturgiczne w Kościele katolickim obchodzone jest 14 lipca (przed reformą Soboru watykańskiego II - 18 lipca).